# 161
| 161                |
| ------------------ |
| Dødsfald - Fødsler |
|                    |

| Gregoriansk kalender | 161 CLXI                |
| Ab urbe condita      | 914                     |
| Armensk kalender     | I/T                     |
| Kinesiske kalender   | 2857 – 2858 庚子 – 辛丑 |
| Etiopisk kalender    | 153 – 154               |
| Jødisk kalender      | 3921 – 3922             |
| Hindukalendere       |                         |
| - Vikram Samvat      | 216 – 217               |
| - Shaka Samvat       | 83 – 84                 |
| - Kali Yuga          | 3262 – 3263             |
| Iransk kalender      | 461 BP – 460 BP         |
| Islamisk kalender    | 475 BH – 474 BH         |

Se også 161 (tal)

## Født
- 31. august – Commodus, romersk kejser

## Dødsfald
- 7. marts – Antoninus Pius, romersk kejser